# De Luxe Motor Car Company
De Luxe Motor Car Company war ein US-amerikanischer Hersteller von Automobilen.

## Unternehmensgeschichte
Das Unternehmen wurde 1906 in Toledo in Ohio gegründet. Nathan F. Kaufman war Präsident und Daniel W. Kaufman Generaldirektor. Sie begannen mit der Produktion von Automobilen. Der Markenname lautete Car De Luxe. Im Oktober 1906 kam es zum Zusammenschluss mit der C. H. Blomstrom Motor Company aus Detroit. 1908 wurde der Unternehmenssitz nach Detroit in Michigan verlegt. 1909 endete die Produktion.
Die Everitt-Metzger-Flanders Company benutzte später das Werk. Es besteht keine bekannte Verbindung zur Spacke Machine & Tool Company in Indianapolis, die etwa zur gleichen Zeit Fahrzeugmotoren der Marke De Luxe herstellte.

## Fahrzeuge
Im Angebot standen hochpreisige Fahrzeuge. Gemeinsamkeit war der Vierzylindermotor. Das Fahrgestell hatte 307 cm Radstand.
1907 gab es nur das Model A. Der Motor leistete 50 PS. Einziger Aufbau war ein Tourenwagen mit sieben Sitzen.
1908 folgte das Model B. Der Motor blieb unverändert. Zur Wahl standen siebensitzige Tourenwagen, viersitzige Runabout und siebensitzige Limousinen-Landaulets.
1909 erhielt das Model B einen Motor, der mit 50/60 PS angegeben war. Den siebensitzigen Tourenwagen gab es weiterhin. Außerdem sind ein Close-Coupled-Tourenwagen mit vier bis fünf Sitzen und eine siebensitzige Limousine genannt.

## Modellübersicht
| Jahr | Modell  | Zylinder | Leistung (PS) | Radstand (cm) | Aufbau                                                                              |
| ---- | ------- | -------- | ------------- | ------------- | ----------------------------------------------------------------------------------- |
| 1907 | Model A | 4        | 50            | 307           | Tourenwagen 7-sitzig                                                                |
| 1908 | Model B | 4        | 50            | 307           | Tourenwagen 7-sitzig, Runabout 4-sitzig, Limousine-Landaulet 7-sitzig               |
| 1909 | Model B | 4        | 50/60         | 307           | Tourenwagen 7-sitzig, Close-Coupled Tourenwagen 4- bis 5-sitzig, Limousine 7-sitzig |